# Ґолеєвко
Ґолеєвко (пол. Golejewko) — село в Польщі, у гміні Пакослав Равицького повіту Великопольського воєводства.
Населення — 261 особа (2011).
У 1975-1998 роках село належало до Лешненського воєводства.

## Демографія
Демографічна структура станом на 31 березня 2011 року:
|          | Загалом | Допрацездатний вік | Працездатний вік | Постпрацездатний вік |
| -------- | ------- | ------------------ | ---------------- | -------------------- |
| Чоловіки | 128     | 33                 | 76               | 19                   |
| Жінки    | 133     | 24                 | 74               | 35                   |
| Разом    | 261     | 57                 | 150              | 54                   |